# 白い大地の国の返還プロジェクト
「白い大地の国の返還プロジェクト」 （WELRP）は、アメリカインディアンのオジブワ族の権利運動団体。

## 概略
「白い大地の国の返還プロジェクト」（WELRP）は、ミネソタ州にあるオジブワ族インディアンの保留地のひとつ、「白い大地インディアン保留地」の非営利団体である。その主な目的は、インディアン条約で保証された本来の領土を合衆国政府に返還要求することである。
1867年、アメリカ連邦政府は武力を背景に、オジブワ族の「白い大地のバンド」とインディアン条約を結び、837,000エーカー（3,387㎢）の土地を、連邦保留地として彼ら固有の領土として保証した。が、20世紀初頭には、豊富な森林資源の伐採活用を名目に、合衆国はその土地の割譲を部族に迫り、徐々にその領土を没収していった。
1950年代には、「白い大地インディアン保留地」はその面積の9割強を白人に奪われてしまった。本来はマコモやラウンド湖での漁猟で栄えた「白い大地のバンド」の生活は矮小化した領土の中で貧窮し、部族民の失業率は80%を超えるに至った。こうした状況を、本来の領土を取り戻すことで改善しようとする部族の運動家の中にヴィンセント・ラデュークがいた。ヴィンセントの取り組みは、その娘ウィノナ・ラデュークが引き継ぐこととなった。
1982年、ハーバード大学で、母族の経済発展についての研究で学士号を取得したウィノナは同校を卒業。「白い大地」保留地に移り、この領土返還運動に取り組み始めた。ウィノナは連邦政府を相手に条約権を巡って訴訟を起こし、領土返還を訴えた。やがてウィノナは、目的のために組織作りが必要だと考えた。1988年、ウィノナ・ラデュークはその運動を評価され、「リーボック人権賞」を受賞する。
1989年、リーボック財団から受けた補助金20,000ドルを資金とし、ウィノナによって「白い大地の国の返還プロジェクト」（WELRP）が設立される。
ウィノナはまた、「国際インディアン条約会議」（IITC）の代表団に加わり、この問題をインディアン全般のテーマとして国際世論に訴えた。この結果、同団体による対連邦交渉によって、2004年までに1,000エーカー（4,047㎢）の領土が返還される成果を上げた。また続いて、30,000エーカー（121,4㎢）が返還される見込みとなっている。
とは言え、「白い大地インディアン保留地」は依然、条約当初の領土面積である837,000エーカー（3,387㎢）の9割以上を、非インディアンの領土のままとしている。ウィノナはこう述べている。
「人々が彼らの土地を制御しないなら、彼らは彼らの運命をも制御できない。」

## 環境保護運動
「白い大地インディアン保留地」が合衆国に収奪させられていった要因の一つは、その豊富な森林資源だった。「WELRP」は、森林環境は彼らの伝統的な儀式や行事と結びつく重要なものであるとし、その取り組みとして、森林資源の保全と保護の運動に注力している。

## スローフード運動
「WELRP」のもう一つの取り組みとして、スローフード運動の取り組みがある。伝統的な地場の食材の復活は、領土回復と密接な関係を持っている。1970年代末まで、彼らは伝統的な漁猟すら合衆国から禁じられていた。保留地政策で導入された食料年金制度は高カロリーな食生活をインディアンに強要し、今や肥満と糖尿病、これに伴う成人病はインディアン全体が抱える一大病巣である。「WELRP」は伝統食の復活がインディアンの健康回復に繋がるものとして、挽き割りトウモロコシ、マコモ、「バッファロー・ソーセージ」、揚げパン、チョークチェリーのゼリーやキイチゴの砂糖煮といった伝統的な食材のリリースを「Native Harvest」ブランドとして行っている。